# Bellorado
Bellorado je priimek več oseb:    
- Emanuele Maria Bellorado, italijanski rimskokatoliški škof
- Jason Bellorado, ameriški fizik